# Општина Скаришоара (Алба)
Скаришоара (рум. Scărişoara) општина је у Румунији у округу Алба.
Општина се налази на надморској висини од 687 m.